# Charles Taze Russell

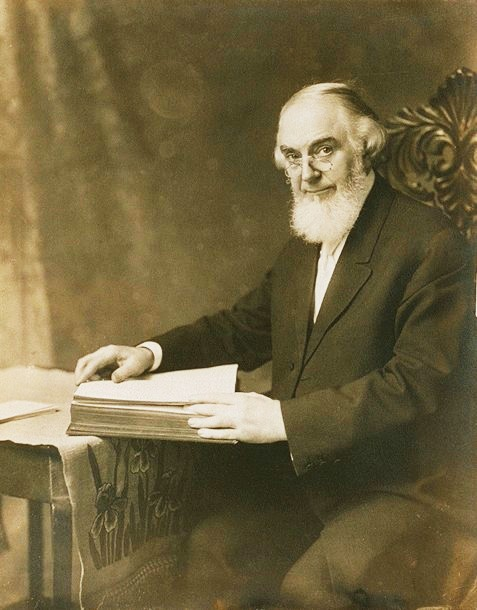
Charles Taze Russell

Charles Taze Russell (Allegheny (Pennsylvania), 16 februari 1852 – Pampa (Texas), 31 oktober 1916) of Pastor Russell was een vooraanstaande restaurationistische predikant in de Verenigde Staten en stichter van de Bible Students Association (Bijbelonderzoekers), een geloofsgemeenschap die na Russells dood uiteenviel in tientallen splintergroeperingen, waarvan de grootste die van Jehova's getuigen is. Russell was ook medeoprichter van het Wachttoren-, Bijbel- en Traktaatgenootschap en was bij oprichting secretaris-penningmeester; Russells vriend William Henry Conley was de eerste president. Toen het Wachttorengenootschap rechtspersoonlijkheid werd verleend, had Conley zijn activiteiten beëindigd en had Russell de post van president van hem overgenomen.

## Biografie

### Vroege jaren
Russell was de tweede zoon van Joseph Lytel Russell en Ann Eliza Russell-Birney, die van Schots-Ierse afkomst waren en hem opvoedden in de presbyteriaanse leer. Uiteindelijk sloot Russell zich "aan bij de Congregationalistische Kerk, omdat hij de voorkeur gaf aan de aldaar gehuldigde opvattingen." Op elfjarige leeftijd werd hij medebestuurder in de herenkledingzaken van zijn vader. Rond het begin van de jaren 1870 of iets later had hij al een aanzienlijk fortuin verworven. Op zestienjarige leeftijd sloegen Russells religieuze gevoelens om in twijfel, met name vanwege de leerstelling van het hellevuur. Russell vond het onbegrijpelijk dat een God van liefde mensen voor eeuwig zou pijnigen in een hel. Hoewel hij zijn geloof in de Bijbel verloor, bleef hij wel bidden tot God en zette zijn zoektocht naar waarheid voort.

### Adventisme
Ergens in 1869 hield Jonas Wendell een adventistische bijeenkomst waar Russell bij toeval passeerde. Russell ging naar binnen en bleef luisteren. Door de boodschap die daar werd gebracht, werd zijn geloof in de Bijbel hersteld. Onmiddellijk daarna startte Russell een Bijbelstudieklas met enkele van zijn vrienden en zijn vader.
De vroege opvattingen van Russell zijn in grote mate beïnvloed door — of zelfs ontstaan uit — de opvattingen van de Second Adventist-beweging. De grondlegger van die beweging was William Miller, die geloofde dat Christus zou wederkomen in 1844. Nadat die voorspelling niet was uitgekomen, viel de beweging in verschillende richtingen uiteen. Russell nam ideeën van sommige van deze groeperingen over, zonder dat hij zelf lid werd van één ervan. Russell betuigde bijvoorbeeld zijn erkentelijkheid aan George Stetson, een voorganger van de Advent Christian Church in Edinboro (Pennsylvania, VS).
Russell werd ook beïnvloed door George Storrs en Nelson H. Barbour en via hen door Henry Grew. Storrs was uitgever van het tijdschrift Bible Examiner, in Brooklyn, New York. Van Storrs nam Russell zijn ideeën over inzake de sterfelijkheid van de ziel, de verzoening en de wederherstelling. Barbour was de uitgever van de Herald of the Morning en geloofde dat Christus’ wederkomst niet ten doel had de families van de aarde te vernietigen, maar hen te zegenen en dat hij niet in het vlees zou komen maar als een geest. Naast deze opvatting nam Russell van Barbour de interpretatie rond 1874 en 1914 over. Barbour en Russell gaven in 1877 gezamenlijk het boek Three Worlds, and the Harvest of This World uit. Dit 196 bladzijden tellende boek behandelde de wederherstelling en Bijbelse tijdprofetieën. Hoewel beide onderwerpen al eerder door anderen waren behandeld, was dit boek naar de mening van Russell „het eerste boek waarin de idee van de wederherstelling met tijdprofetieën werd gecombineerd”. Het zette de opvatting uiteen dat Jezus Christus sinds de herfst van 1874 onzichtbaar tegenwoordig was.

### Huwelijk
Op 13 maart 1879 trad Russell in het huwelijk met Maria Frances Ackley (1850 - 1938). Vanaf 1897 woonden zij niet meer samen, na onenigheid over het feit dat Maria meer inspraak eiste in de inhoud van het tijdschrift Zion's Watch Tower. Russell zorgde voor woonruimte en verschafte haar de middelen voor levensonderhoud.
In juni 1903 diende mevrouw Russell een verzoek in tot scheiding van tafel en bed bij de "Court of Common Pleas" in Pittsburgh, Pennsylvania. In 1906 volgde het verzoek tot echtscheiding, met als reden "mentale wreedheid" ten gevolge van hun overeenstemming inzake oneindig celibaat binnen het huwelijk. Tijdens het proces vertelde ze iets wat ze jaren voordien had gehoord van een medewerkster van de Watch Tower voor wie zij en haar man als voor een pleegkind hadden gezorgd. Dit werd als een insinuatie van seksueel losbandig gedrag geïnterpreteerd. Haar eigen advocaat vroeg haar of ze geloofde dat haar man schuldig was aan overspel. Ze antwoordde: "Nee". In 1908 wees de jury scheiding van tafel en bed toe, met alimentatie.
Op de begrafenis van Russell op 1 november 1916 betuigde Maria Russell haar respect door een bosje lelietjes-van-dalen op de kist van Russell te leggen met daaraan een lint met de woorden: „Aan mijn geliefde echtgenoot”. Maria Russell stierf op 12 maart 1938 op 88-jarige leeftijd in St. Petersburg, Florida aan complicaties die samenhingen met de ziekte van Hodgkin.

### Bijbelonderzoekers
Na een conflict over de waarde van Jezus' offeranderlijke dood als loskoopoffer voor de zondige mensheid, scheidden de wegen van Barbour en Russell. Russell begon daarop in 1879 met het uitgeven van zijn eigen blad: The Watchtower (De Wachttoren) en een stortvloed aan boeken (met als belangrijkste de serie Schriftstudies (Delen 1 t/m 6)), pamfletten en andere geschriften. Samen met zijn vriend William Henry Conley richtte hij in 1881 Zion's Watch Tower Society op. Conley werd hiervan president, Russell fungeerde als secretaris-penningmeester. Op 15 december 1884 werd dit genootschap rechtspersoonlijkheid verleend in Pittsburgh (Pennsylvania, Verenigde Staten) als Watch Tower Bible and Tract Society met Charles Taze Russell als president. Na verloop van tijd ontwikkelden groepjes abonnees op "The Watchtower" tot Bijbelstudieklassen en later tot ecclesia's (gemeenten) en was er sprake van een opzichzelfstaande beweging. Deze stond bekend als "(Ernstige) Bijbelonderzoekers" of werd door anderen ook "Russellisten" genoemd.

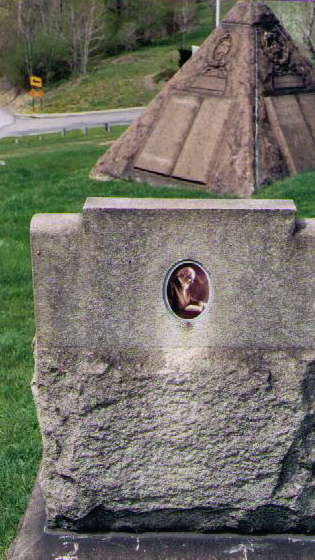
Gedenksteen in de vorm van een piramide, nabij het graf van Russell

Russell was gefascineerd door piramidologie. Zijn eerste werken zijn een poging aan te tonen dat de afmetingen van de Grote piramide (van Gizeh) een bevestiging of ondersteuning zijn van Bijbelse profetieën. Niet ver van zijn grafsteen werd een gedenkteken opgericht in de vorm van een piramide.
Tot aan zijn dood in 1916 was Russell ervan overtuigd dat de gebeurtenissen in 1914 zouden culmineren in de opname van alle ware christenen in de hemel. Reeds tijdens Russells leven ontstonden diverse splintergroeperingen van de Bijbelonderzoekers, zoals de New Covenant Fellowship en de Christian Believers (oorspronkelijk de New Covenant Believers).

### Overlijden
Ondanks ernstige ziekte van Russell, vertrokken hij en zijn secretaris, Menta Sturgeon, op 16 oktober 1916 met de trein naar het westen en zuidwesten van de Verenigde Staten om daar lezingen te geven. Vanuit Detroit (Michigan) reisden ze naar Illinois, Kansas, en via Texas naar Californië. Op zondag 29 oktober 1916 hield Russell in Los Angeles zijn laatste toespraak, die hij vanwege zijn fysieke gesteldheid zittend moest houden. Op 31 oktober 1916 overleed Russel, op 64-jarige leeftijd, in een trein in het plaatsje Pampa (Texas). In The Watch Tower van 15 november 1916 werd Russells overlijden officieel wereldkundig gemaakt.

### Na zijn dood

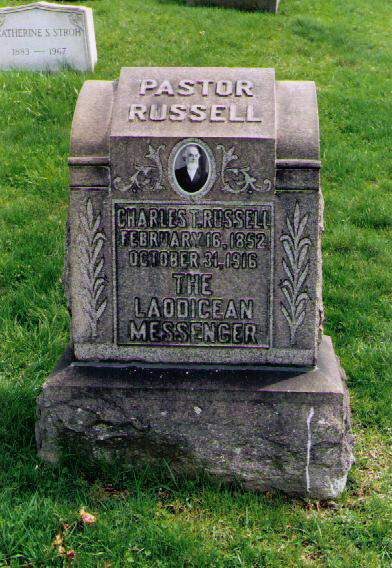
Russells grafsteen

"Na de begrafenisdienst in The Temple in New York en in Carnegie Hall in Pittsburgh werd broeder Russell overeenkomstig zijn wens begraven in Allegheny, op het stukje grond dat de Bethelfamilie daar op een begraafplaats had. Een korte biografie van Russell, tezamen met zijn laatste wilsbeschikking, werd in The Watch Tower van 1 december 1916, alsook in volgende uitgaven van het eerste deel van de Studies in the Scriptures gepubliceerd." Op de grafsteen van Russell staat: "Boodschapper van Laodicea", omdat de Bijbelonderzoekers geloofden dat de zeven boodschappers uit Openbaring 3:14 in chronologische volgorde waren: Paulus, Johannes, Arius, Waldo, Wyclif, Luther en Russell.
Op de eerstvolgende jaarvergadering van het Wachttorengenootschap na het overlijden van Russell op 6 januari 1917 werd Joseph Franklin Rutherford tot president verkozen. Hierna volgde echter een controverse die tot een ernstige scheuring in de geloofsgemeenschap zou leiden.
Naar aanleiding van het uitblijven van de verwachtingen rondom 1914, het overlijden van Russell en de strijd die in 1917 ontstond rondom de rechtmatige invulling van de post van president, was de teleurstelling en onzekerheid onder de Bijbelonderzoekers groot. Een deel van Russells aanhang keerde terug naar gevestigde denominaties. Ook ontstonden splintergroeperingen (die bekendstaan onder de verzamelnaam Ernstige Bijbelonderzoekers) waarvan een aantal nog actief is (vooral in de Verenigde Staten). De grootste ervan (Jehova's getuigen) staat het verst af van Russells oorspronkelijke gedachtegoed.